# Sołonczaki

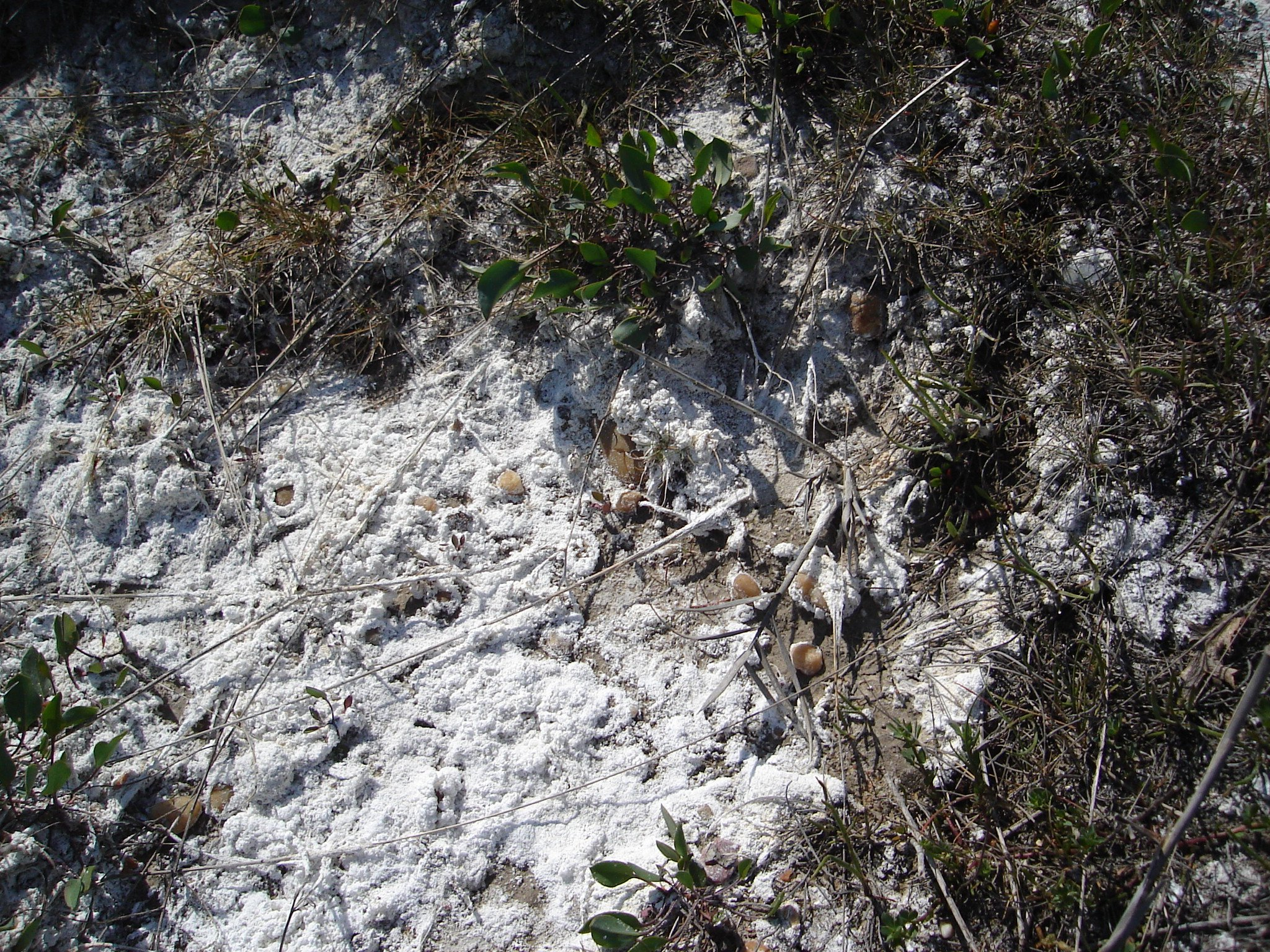
Wykrystalizowana sól na powierzchni sołonczaków

Sołonczaki Sołończaki (ros. Солончак, od Соль = sól) – słone gleby wytworzone pod wpływem kapilarnego podsiąkania nisko zalegających wód gruntowych zasobnych w rozpuszczone sole i ich wytrącania się wskutek wyparowania wody. Do sołonczaków zaliczane bywają też gleby pochodzenia morskiego. Sołonczaki występują na obszarach południowej Europy, centralnej Azji, Afryki i Australii. Ich użytkowanie rolnicze jest możliwe dopiero po odpowiedniej melioracji obniżającej zwierciadło wód gruntowych oraz usunięciu nadmiaru soli zasadowych. 
W klasyfikacji FAO 1990 sołonczaki oznaczone są symbolem SC. Wcześniej w klasyfikacji z 1974 miały oznaczenie Z.

## Właściwości chemiczne
Sołonczaki są glebami słonymi powstałymi w wyniku akumulacji w wierzchnich poziomach soli sodu, wapnia, magnezu i potasu. Powierzchnia sołonczaków często pokryta jest niewielką warstwą wykrystalizowanej białej soli, przez co są często nazywane białymi glebami alkalicznymi. Sołonczaki podobne są do sołońców – podstawową cechą rozróżniającą jest przewaga jonów wapnia i magnezu nad jonami sodu, podczas gdy w przypadku sołońców jest odwrotnie. Różnica ta powoduje, że sołonczaki mają odczyn bliższy obojętnemu, a pH rzadko przekracza 8, dochodząc co najwyżej do 8,5. 

## Morfologia i właściwości fizyczne
Sołonczaki są glebami zbitymi i często podmokłymi. Nie mają ustalonego profilu glebowego, gdyż cechą charakterystyczną nie jest budowa (jak w przypadku np. bielic, rędzin, czarnoziemów), ale zawartość soli.  Z tego względu bez badania składu pierwiastków (szczególnie wapnia, potasu i magnezu) praktycznie nie da się ich wyróżnić.
Najbardziej rozpowszechnionym profilem glebowym sołonczaków jest A-/AE/-Bna-Cnasa, jednakże mogą mieć profil typowy dla innych gleb.
Zapis ten oznacza (od powierzchni):
- A – poziom próchniczny,
- AE – poziom próchniczny wraz z poziomem wymywania[10],
- B – poziom wzbogacania,
- C – poziom skały macierzystej,
- na – poziom wzbogacony w sód wymienny,
- sa – akumulacja soli rozpuszczalnych łatwiej niż gips.

## Występowanie

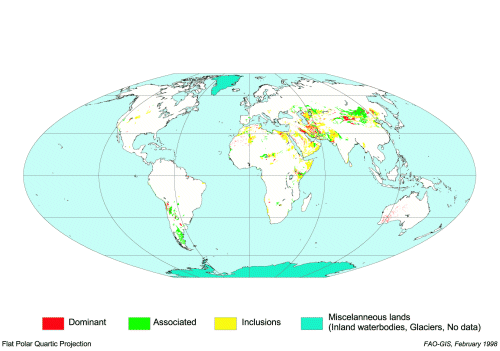
występowanie sołonczaków na kuli ziemskiej według FAO.
Czerwony: Dominujące, zielony: towarzyszące, żółte: inkluzje.

Sołonczaki występują we wszystkich strefach klimatycznych nawet w arktycznej i subarktycznej. Najwięcej sołonczaków występuje w strefie klimatycznej podzwrotnikowej i śródziemnomorskiej, gdzie jest duże parowanie i dobre warunki do wytrącania się soli. Sołonczaki występują na obszarach południowej Europy, Ameryki Południowej oraz Azji. Ponadto można je spotkać w Afryce i Australii. Sołonczaki pochodzenia morskiego występują m.in. na wybrzeżu Holandii. Często występują obok sołońców. W Polsce występują lokalnie.
Według norm Organizacji Narodów Zjednoczonych do spraw Wyżywienia i Rolnictwa, klasyfikujących sołonczaki jako gleby zawierające więcej niż 30 cm soli w profilu. Gleby te zajmują 2,6% lądowej powierzchni kuli ziemskiej.

## Roślinność naturalna
Sołonczaki ze względu na zawartość soli w stanie naturalnym są słabo porośnięte. Poza miejscami zupełnie pustynnymi, porastają je halofity, często trawy, jednakże nawet one przejawiają niską kondycję.

## Przydatność rolnicza
Sołonczaki są glebami słonymi i podmokłymi oraz mają zbyt wysoki poziom pH, co powoduje, że bez neutralizacji i irygacji (odwodnienia) nie nadają się pod uprawę, proces ten jednak jest bardzo mało wydajny, gdyż jeden litr wody wymywa zaledwie 0,2-2,2 mg soli. Dodatkowo są bardzo zbite, co utrudnia orkę. Jednakże po wykonaniu niezbędnych czynności uprawa jest możliwa. Nawet wówczas uprawa takich ziem jest dość droga, szczególnie kiedy przynajmniej okresowo jest dość sucho, gdyż wówczas pole wymaga jednoczesnego odprowadzania i doprowadzania wody. Ponadto gleby te mają niskie klasy bonitacyjne.
Dodatkowo co kilka lat grunty powinny pozostawać przez jeden sezon bez szaty roślinnej, tak aby mogły zostać przepłukane przez wody deszczowe.
Na sołonczakach uprawia się najczęściej gatunki roślin o dużej tolerancji na zasolenie, w zależności od klimatu: palmy daktylowe, buraki, szparagi, rzepak, jęczmień, a czasem nawet bawełnę. 